# Macrothemis brevidens
Macrothemis brevidens is een libellensoort uit de familie van de korenbouten (Libellulidae), onderorde echte libellen (Anisoptera).
De soort staat op de Rode Lijst van de IUCN als niet bedreigd, beoordelingsjaar 2007.
De wetenschappelijke naam Macrothemis brevidens is voor het eerst geldig gepubliceerd in 1983 door Jean Belle.